# Mang Fea
Mang Fea (còn gọi là mang Tenasserim theo tên gọi của khu vực thuộc Myanmar) là một loài mang hiếm sống ở khu vực biên giới Myanmar-Thái Lan-Lào-Trung Quốc-Việt Nam (IUCN 2004). Nó có kích thước tương tự như mang Ấn Độ (con trưởng thành nặng khoảng 18–21 kg hay 40-46 lb).
Chúng là loài động vật kiếm ăn ban ngày và sống đơn độc, sinh sống trong các khu rừng cây thường xanh, hỗn hợp (thông và cây lá rộng bản) hay cây bụi vùng đất cao (ở cao độ khoảng 2.500 m (8200 ft)) với thức ăn chủ yếu là cỏ, lá mọc ở tầng thấp và các chồi non.
Thời kỳ thai nghén của chúng khoảng 180 ngày. Con non thường được sinh trong các chỗ rậm rạp và được che giấu cho đến khi chúng có thể đi lại được cùng mẹ.
Tên của nó được đặt theo tên nhà động vật học người Ý là Leonardo Fea.

## Hình ảnh

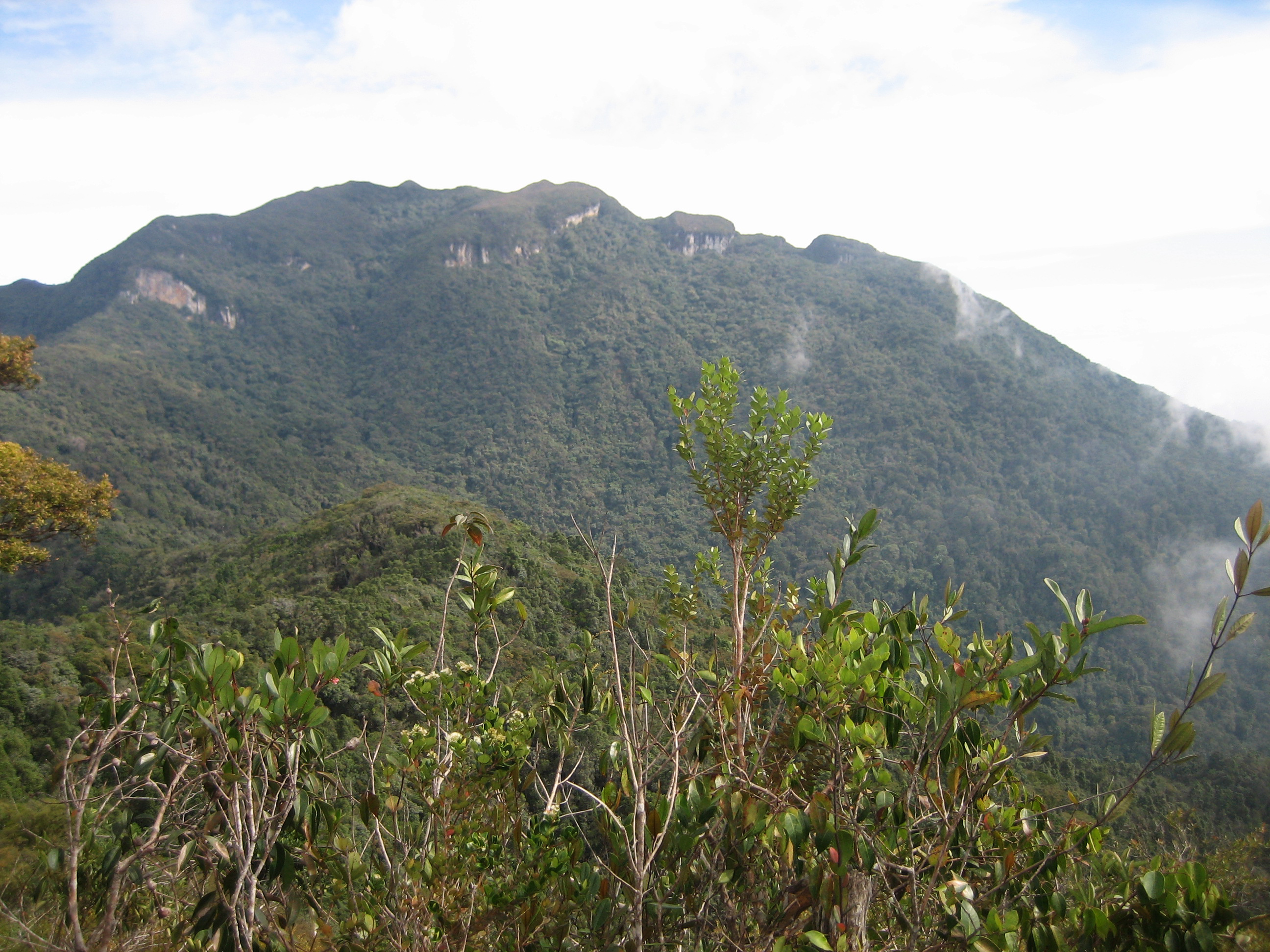